# Kenny De Ketele
Kenny De Ketele. född den 5 juni 1985 i Oudenaarde, är en belgisk tidigare bancyklist som blev världsmästare i madison 2012 (i par med Gijs Van Hoecke) och blev därtill femfaldig europamästare (tre gånger i madison och två gånger i derny). Han vann också tjugo belgiska mästerskapstitlar i olika discipliner och stod överst på prispallen i 20 sexdagarslopp.
De Ketele deltog i Olympiska spelen 2008 (4:a i madison), 2012 (9:a i lagförföljelselopp) och 2020 (4:a i madison, 13:e i omnium).
Efter att De Ketele avslutat sin aktiva karriär som cyklist 2021 har han fortsatt som assisterande sportdirektör för Sport Vlaanderen/Team Flanders–Baloise.
| Meriter – junior Juniormästerskap på bana 2002 2:a i individuellt förföljelselopp vid Belgiska mästerskapen 2003 Belgisk mästare i individuellt förföljelselopp Belgisk mästare i poänglopp Belgisk mästare i lagförföljelselopp Belgisk mästare i lagsprint 2:a i poänglopp vid Europamästerskapen 2:a i omnium vid Belgiska mästerskapen 2:a i omnium vid Belgiska mästerskapen 2:a i scratch vid Belgiska mästerskapen 3:a i kilometerlopp vid Belgiska mästerskapen 3:a i derny vid Belgiska mästerskapen Landsväg 2003 2:a i Flandern runt för juniorer 2:a i Trofee der Vlaamse Ardennen för juniorer | 2004 Europamästare i madison med Iljo Keisse 2005 2:a i madison med Steve Schets 2006 Europamästare i madison med Steve Schets 2007 Europamästare i poänglopp 3:a i lagförföljelselopp |

## Meriter – elit
| 2008 4:a i madison med Iljo Keisse 2012 9:a i lagförföljelselopp med Gijs Van Hoecke, Dominique Cornu och Jonathan Dufrasne 2020 4:a i madison med Robbe Ghys 2012 Världsmästare i madison med Gijs Van Hoecke 3:a i poänglopp 2016 3:a i poänglopp 2017 2:a i poänglopp 3:a i madison med Moreno De Pauw 2019 3:a i madison med Robbe Ghys 2021 2:a i poänglopp 3:a i madison med Robbe Ghys 2008 Europamästare i madison med Iljo Keisse 2009 Europamästare i derny 2010 2:a i madison med Tim Mertens 2011 Europamästare i madison med Iljo Keisse 2013 3:a i madison med Gijs Van Hoecke 2014 2:a i madison med Otto Vergaerde 2016 2:a i poänglopp 3:a i madison med Moreno De Pauw 2018 2:a i poänglopp Europamästare i madison med Robbe Ghys 2021 2:a i madison med Lindsay De Vylder 2012 Australisk mästare i madison med Leigh Howard 2013 Australisk mästare i madison med Leif Lampater | 2004 Belgisk mästare i kilometerlopp Belgisk mästare i individuellt förföljelselopp 3:a i omnium 3:a i madison med Gianni Meersman 2005 Belgisk mästare i madison med Steve Schets 2:a i omnium 2006 Belgisk mästare i kilometerlopp 2:a i individuellt förföljelselopp 2007 Belgisk mästare i poänglopp Belgisk mästare i derny Belgisk mästare i lagförföljelselopp 2:a i scratch 3:a i individuellt förföljelselopp 3:a i omnium 2008 Belgisk mästare i kilometerlopp Belgisk mästare i omnium Belgisk mästare i derny Belgisk mästare i madison med Iljo Keisse Belgisk mästare i lagförföljelselopp 2:a i poänglopp 2:a i individuellt förföljelselopp 3:a i scratch 2009 Belgisk mästare i individuellt förföljelselopp Belgisk mästare i derny Belgisk mästare i madison med Iljo Keisse 2:a i poänglopp 2:a i kilometerlopp 3:a i omnium 2010 Belgisk mästare i lagförföljelselopp 2012 Belgisk mästare i madison med Tim Mertens 2015 Belgisk mästare i madison med Jasper De Buyst 2017 Belgisk mästare i madison med Moreno De Pauw 2019 Belgisk mästare i poänglopp 2:a i madison med Robbe Ghys 3:a i omnium |

### Sexdagarslopp
| 2008 2:a i Hasselts sexdagars med Iljo Keisse 2:a i Fiorenzuolas sexdagars med Iljo Keisse 3:a i Gents sexdagars med Andreas Beikirch 2009 Vinnare av Hasselts sexdagars med Bruno Risi 3:a i Berlins sexdagars med Roger Kluge 2010 2:a i Gents sexdagars med Leif Lampater 2011 Vinnare av Gents sexdagars med Robert Bartko 2012 Vinnare av Zürichs sexdagars med Peter Schep Vinnare av Grenobles sexdagars med Iljo Keisse 2:a i Gents sexdagars med Gijs Van Hoecke 3:a i Berlins sexdagars med Iljo Keisse 2013 Vinnare av Amsterdams sexdagars med Gijs Van Hoecke 2:a i Berlins sexdagars med Luke Roberts 2:a i Zürichs sexdagars med Jasper De Buyst 3:a i Gents sexdagars med Gijs Van Hoecke 2014 Vinnare av Berlins sexdagars med Andreas Müller Vinnare av Gents sexdagars med Jasper De Buyst 2:a i Rotterdams sexdagars med Jasper De Buyst 3:a i Zürichs sexdagars med Jasper De Buyst 2015 Vinnare av Londons sexdagars med Moreno De Pauw 2:a i Berlins sexdagars med David Muntaner 2:a i Gents sexdagars med Gijs Van Hoecke | 2016 Vinnare av Amsterdams sexdagars med Moreno De Pauw Vinnare av Berlins sexdagars med Moreno De Pauw Vinnare av Bremens sexdagars med Christian Grasmann Vinnare av Londons sexdagars med Moreno De Pauw 2:a i Köpenhamns sexdagars med Moreno De Pauw 2:a i Gents sexdagars med Moreno De Pauw 2017 Vinnare av Gents sexdagars med Moreno De Pauw 2:a i Berlins sexdagars med Moreno De Pauw 2:a i Köpenhamns sexdagars med Moreno De Pauw 3:a i Londons sexdagars med Moreno De Pauw 2018 Vinnare av Bremens sexdagars med Theo Reinhardt Vinnare av Köpenhamns sexdagars med Michael Mørkøv Vinnare av Rotterdams sexdagars med Moreno De Pauw 2:a i Berlins sexdagars med Moreno De Pauw 2:a i Gents sexdagars med Robbe Ghys 2019 Vinnare av Köpenhamns sexdagars med Moreno De Pauw Vinnare av Gents sexdagars med Robbe Ghys 2020 Vinnare av Bremens sexdagars med Nils Politt 2021 Vinnare av Gents sexdagars med Robbe Ghys Not Den 17 mars 2017 kördes en "Sexdagarsserie-final" i Palma de Mallorca, vilken dock var en tävling med fyra delgrenar under en och samma kväll. De Ketele och De Pauw vann även denna "final", men den skall inte förväxlas med ett sexdagarslopp. |